# Milledgeville (Illinois)
Milledgeville es una villa ubicada en el condado de Carroll en el estado estadounidense de Illinois. En el Censo de 2010 tenía una población de 1032 habitantes y una densidad poblacional de 574,15 personas por km².

## Geografía
Milledgeville se encuentra ubicada en las coordenadas 41°57′49″N 89°46′29″O / 41.96361, -89.77472. Según la Oficina del Censo de los Estados Unidos, Milledgeville tiene una superficie total de 1.8 km², de la cual 1.8 km² corresponden a tierra firme y (0%) 0 km² es agua.

## Demografía
Según el censo de 2010, había 1032 personas residiendo en Milledgeville. La densidad de población era de 574,15 hab./km². De los 1032 habitantes, Milledgeville estaba compuesto por el 99.13% blancos, el 0% eran afroamericanos, el 0% eran amerindios, el 0.29% eran asiáticos, el 0% eran isleños del Pacífico, el 0% eran de otras razas y el 0.58% pertenecían a dos o más razas. Del total de la población el 1.36% eran hispanos o latinos de cualquier raza.